# La cabalgata del circo
Pour plus de détails, voir Fiche technique et Distribution.
La cabalgata del circo est un film argentin réalisé par Mario Soffici et sorti en 1945.

## Synopsis
La vie, les amours et les vicissitudes d'un groupe d'artistes de cirque dans la pampa argentine se révèlent dans ce drame avec des chansons.

## Fiche technique
- Titre : La cabalgata del circo
- Réalisation : Mario Soffici
  - Coréalisation : Eduardo Boneo
- Scénario :  Mario Soffici et Francisco Madrid
- Musique : Isidro B. Maiztegui
- Photographie : Francis Boeniger, Carlos Hernando et Ralph Pappier
- Montage : Carlos Rinaldi
- Production : Mario Soffici
- Société de production et de distribution : Estudios San Miguel
- Lanque de tournage : espagnol
- Pays :  Argentine
- Durée : 90 minutes
- Date de sortie : 30 mai 1945

## Distribution
- Libertad Lamarque : Nita
- Hugo del Carril : Roberto
- José Olarra
- Orestes Caviglia
- Juan José Miguez
- Armando Bo
- Ilde Pirovano
- Tino Tori
- Elvira Quiroga
- Eva Perón  (sous le nom Eva Duarte)
- Ricardo Castro Ríos
- Ana Nieves
- Carlos Rivas